# Kontraindikace
Kontraindikace je v lékařství stav nebo faktor, který je důvodem k vyloučení určitého lékařského výkonu, medikace, vyšetření apod.
Některé kontraindikace jsou absolutní, což znamená, že platí za každých podmínek. Například dětem a adolescentům s virovou infekcí by se neměla podávat kyselina acetylsalicylová, protože hrozí vznik Reyova syndromu. Podobně osoba s anafylaktickou alergií na určitou látku by nikdy tuto látku neměla dostat, osobě s hemochromatózou by neměly být podávány přípravky s obsahem železa.
Jiné kontraindikace jsou relativní, tedy pacient může být více ohrožen komplikacemi, ale tato rizika mohou být převážena jinými důvody či jinak snížena. Například těhotná žena by se normálně měla vyhýbat rentgenovému záření, ovšem toto riziko je převáženo přínosem vyšetřením (a následně případným léčením) vážných stavů, například tuberkulózy.